# 짧은엄지굽힘근 (발)
짧은엄지굽힘근(flexor hallucis brevis muscle) 또는 단무지굴근(短拇趾屈筋)은 엄지발가락을 굽히는 작용을 하는 발바닥 셋째 층의 근육이다.

## 구조

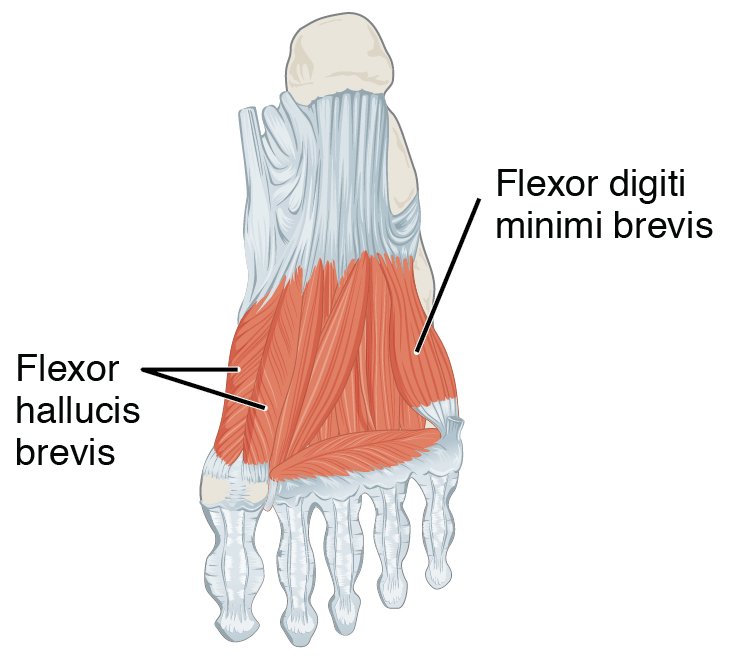
짧은엄지굽힘근은 발과 발가락의 뼈 바로 아래에 위치한다. 그 이름대로, 짧은엄지굽힘근이 수축하면 엄지발가락을 굽히는 작용을 한다.

짧은엄지굽힘근은 입방뼈 아랫면의 안쪽 부분, 가쪽쐐기뼈 인접부, 가쪽쐐기뼈에 붙은 뒤정강근 힘줄의 연장선에서 힘줄 형태로 기시한다. 앞으로 주행하면서 짧은엄지굽힘근은 두 부분으로 나누어지는데, 각각 엄지발가락 몸쪽발가락뼈 바닥의 안쪽과 가쪽 측면에 닿는다. 안쪽 측면과 가쪽 측면 각각에 닿는 힘줄에는 종자뼈가 하나씩 존재한다. 짧은엄지굽힘근의 안쪽 부분은 닿는곳에 이르기 전에 엄지벌림근과 섞인다. (간혹 첫째 바닥쪽뼈사이근으로 지칭되기도 하는) 가쪽 부분은 엄지모음근과 섞인다. 한편 안쪽 부분과 가쪽 부분 사이의 고랑에는 긴엄지굽힘근의 힘줄이 놓인다. 이 힘줄에는 첫째 발허리발가락관절 아래의 지점에 대개 두 개의 종자뼈가 존재하며, 이 종자뼈들은 운동 중 손상되기도 한다.

### 신경 분포
짧은엄지굽힘근의 안쪽갈래와 가쪽갈래는 안쪽발바닥신경의 지배를 받는다. 두 갈래는 척수 분절 S1, S2 성분이 분포한다.

### 변이
이는곳에는 변이가 많다. 한편 발꿈치뼈나 긴발바닥인대에서 섬유를 받는 경우도 종종 있다. 입방뼈에 붙지 않는 경우가 간혹 있다. 둘째 발가락의 몸쪽발가락뼈로 가는 슬립이 나가기도 한다.

## 추가 이미지

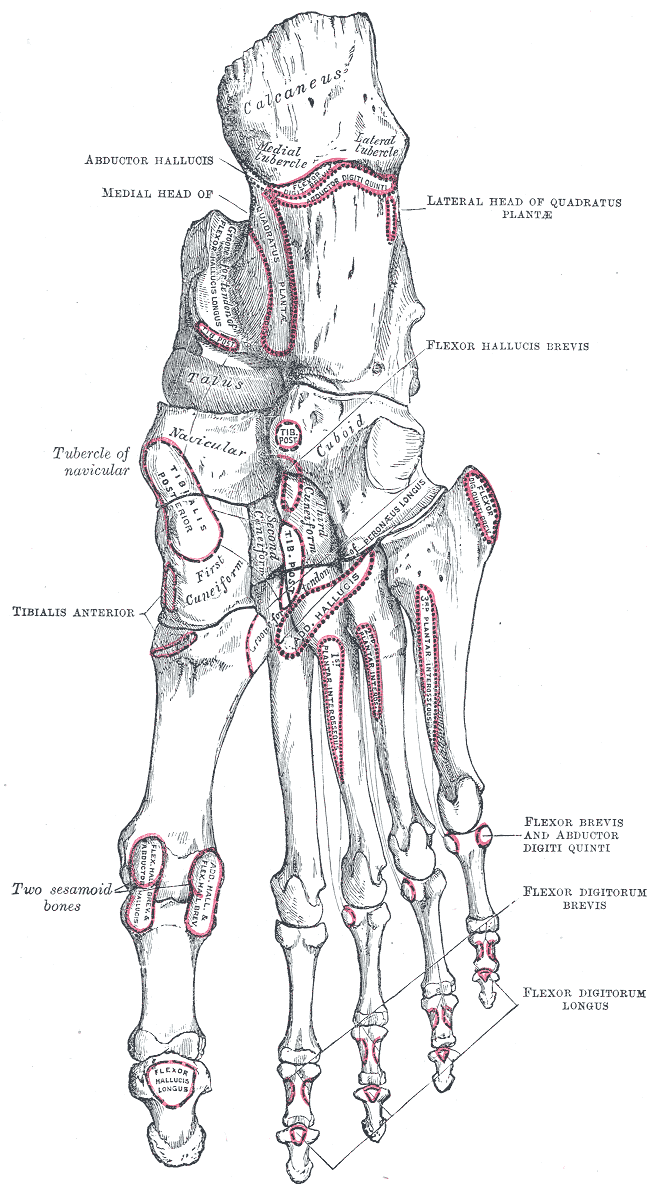
오른쪽 발바닥의 뼈
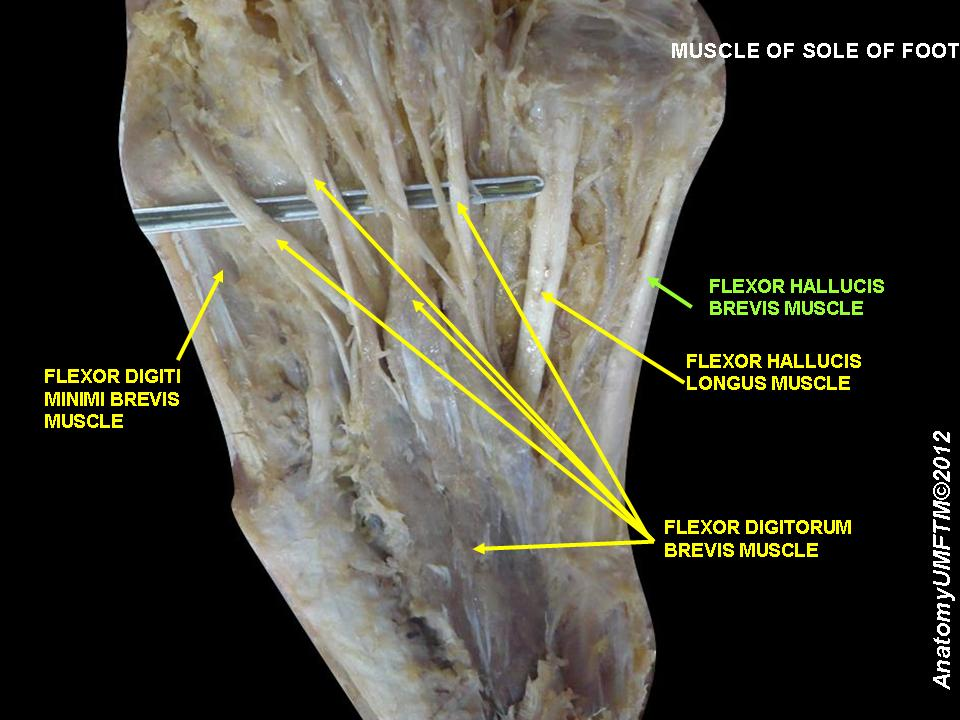
짧은엄지굽힘근
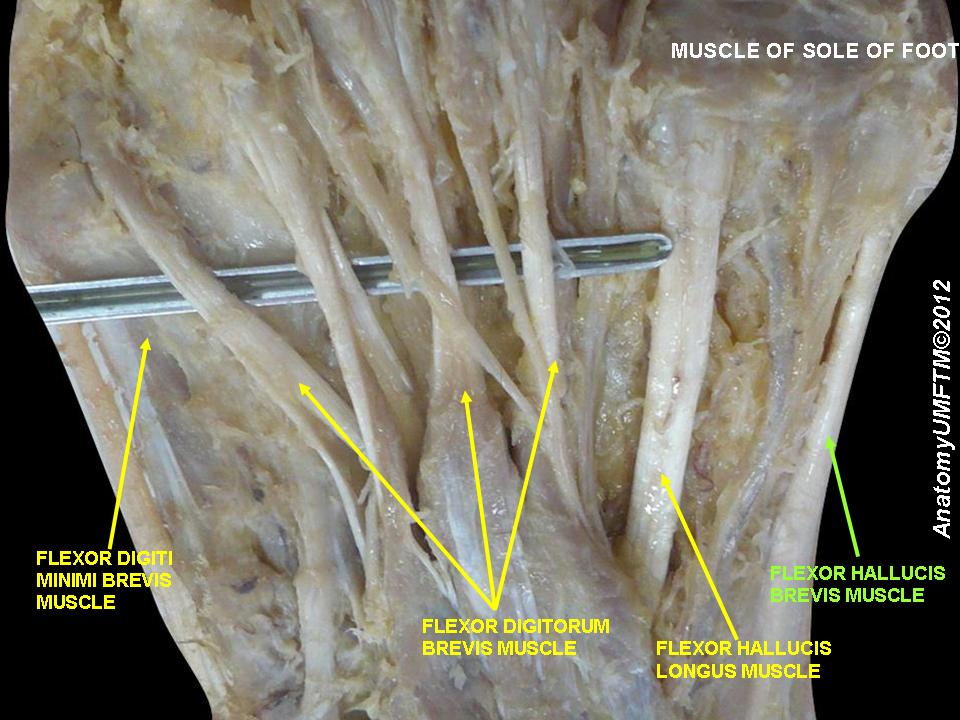
짧은엄지굽힘근

## 참고 문헌
이 문서는 현재 퍼블릭 도메인에 속하는 그레이 해부학 제20판(1918) page 493의 내용을 기초로 작성된 글이 포함되어 있습니다.
1. ↑  Requejo, S. M. (2017년 1월 1일),  Placzek, Jeffrey D.; Boyce, David A., 편집., “Chapter 76 - Common Orthopedic Foot and Ankle Dysfunctions”, 《Orthopaedic Physical Therapy Secrets (Third Edition)》 (영어) (Elsevier), 587–600쪽, doi:10.1016/b978-0-323-28683-1.00076-x, ISBN 978-0-323-28683-1, 2021년 2월 20일에 확인함